# 朗维登
朗维登是德国莱茵兰-普法尔茨州的一个市镇。总面积7.03平方公里，总人口264人，其中男性144人，女性120人（2011年12月31日），人口密度38人/平方公里。